# 周昉
周昉（8世紀—9世紀初），又稱周景玄，字仲朗。京兆（今陝西西安）人。唐代画家，官至宣州长史。善畫“濃麗丰肥”的貴族仕女，風格自成一家而有“周家樣”的説法:149，《歷代名畫記》說他“妙創水月之体”。程修則說“周侈傷其俊”:151。
他出身官宦之家，故他的畫自然而然就有一種貴族風格。他早年曾效仿張萱，但主要繼承的是六朝顧愷之和陸探微的清純細膩遺風，其画风为「衣裳简劲，彩色柔丽，以丰厚为体。」唐末畫評家朱景玄曾說：「周昉之佛像、真仙、人物、仕女等畫，皆屬神品。」
唐德宗曾召他為章敬寺繪製壁畫，也曾繪製過“水月觀自在菩薩”。宋徽宗曾收藏過他的72幅作品，其中半數是仕女畫:150。現传世作品有《簪花仕女圖》(遼寧省博物館藏)、《揮扇仕女图》(北京故宫博物院藏)、《內人雙陸圖》(美國弗利爾美術館藏)等。